# Isla de La Fantasía
La isla de La Fantasía, conocida también como Sector La Playa, es una extensión de tierra ubicado en la ribera occidental del río Amazonas, al sureste de Colombia, frente a la frontera con el Perú.

## Ubicación
La Fantasía limita al este con la ciudad de Leticia, que a su vez es capital del departamento colombiano de Amazonas, al oeste el río lo separa de la isla Chinería en territorio peruano, al sur la isla se desase en pequeños islotes cerca al puerto leticiano, mientras que el norte se vuelve una forma de península que cierra a los lagos Yahuacacas.
Aunque coloquialmente se le denomina como isla, esto solo aplica para su área meridional.

## Población
La isla fue poblada desde finales del siglo XX por poblaciones amerindias tikunas que buscaban mejoras en su calidad de vida al vivir cerca de la urbe, pero debido a la nula planificación el área sureña de La Fantasía es escenario de delincuencia organizada y tráfico de contrabando, por lo que en más de una ocasión la Armada de Colombia y la Marina de Guerra del Perú realizan redadas para mantener la estabilidad social.

## Descripción
Para la mitología tikuna, La Fantasía forma parte de la espalda de una boa que sobresale del Amazonas. Algunas áreas de la isla se encuentran cerca al malecón de Leticia, por lo que sirven para turismo sostenible, fomentado por el Ministerio de Comercio, Industria y Turismo.